# Sharon Cain
Sharon Cain (* 31. Januar 1964 in San Antonio) ist eine ehemalige US-amerikanische Handballspielerin, die für die US-amerikanische Nationalmannschaft auflief.
Cain spielte Basketball am Odessa Junior College. Nach ihrer Collegezeit lief sie zwischen 1989 und 1999 für die US-amerikanische Handballnationalmannschaft auf. Mit dieser nahm sie an den Olympischen Spielen 1992 in Barcelona und den Olympischen Spielen 1996 in Atlanta teil. An beiden olympischen Turnieren erzielte sie insgesamt 30 Tore in acht Begegnungen. Bei Weltmeisterschaften gehörte sie 1993 und 1995 dem US-amerikanischen Aufgebot an. Weiterhin nahm Cain mit dem US-amerikanischen Team an den 12. Panamerikanischen Spielen in Mar del Plata teil, wo sie die Goldmedaille gewann. Von 1997 bis 1999 stand sie beim deutschen Bundesligisten Buxtehuder SV unter Vertrag. In insgesamt 44 Punktspielen für den BSV erzielte sie 119 Treffer.